# Resolució 1279 del Consell de Seguretat de les Nacions Unides
La Resolució 1279 del Consell de Seguretat de les Nacions Unides fou adoptada per unanimitat el 30 de novembre de 1999. Després de reafirmar les resolucions 1234 (1999), 1258 (1999) i 1273 (1999) sobre la situació a la República Democràtica del Congo, el Consell va establir la Missió de les Nacions Unides a la República Democràtica del Congo (MONUC) per un període inicial fins l'1 de març de 2000.
El Consell de Seguretat va reafirmar que l'Acord d'alto el foc de Lusaka representava la base més favorable per a la resolució del conflicte a la República Democràtica del Congo. Hi va haver preocupació per les violacions de l'alto el foc, la deterioració de la situació humanitària i la violació del dret internacional humanitari i els drets humans a la República Democràtica del Congo, especialment a l'est del país.
Es va demanar a totes les parts que acabessin les hostilitats i implementessin plenament l'Acord d'alto el foc signat a Lusaka. El Consell ha subratllat que hi ha d'haver un diàleg on tots els congolesos puguin participar, organitzat per l'Organització de la Unitat Africana (OUA). El secretari general Kofi Annan havia nomenat un representant especial del secretari general per dirigir la presència de les Nacions Unides a la subregió.
Es va decidir que la MONUC tindria les següents tasques com a part del seu mandat:
(a) establir contacte amb els signants de l'Acord d'alto el foc;
(b) establir contacte amb la Comissió Militar Mixta, proporcionar assistència tècnica i investigar les violacions de l'alto el foc;
(c) proporcionar informació sobre condicions de seguretat;
(d) preparar-se per l'observació de l'alto el foc i la retirada de forces;
(e) mantenir contactes amb els signants de l'Acord d'alto el foc, facilitar el lliurament d'ajuda humanitària i protegir els drets humans.
Finalment, es va demanar al Secretari General que informés sobre la situació a la República Democràtica del Congo, incloses les condicions per al desplegament futur del personal de les Nacions Unides, i se li va demanar que adoptés mesures immediates per dotar 500 observadors militars per a desplegaments ràpids autoritzats pel Consell.